# Beloved One
『Beloved One』（ビラブド・ワン）は、日本の歌手・黒崎真音が2019年6月19日にNBCユニバーサル・エンターテイメントジャパンから発売した5枚目のオリジナルアルバム。

## 内容
前作『MAON KUROSAKI BEST ALBUM -M.A.O.N.-』から約1年7か月ぶり、オリジナルアルバムとしては『Mystical Flowers』から3年7か月ぶりの発売となる。
本作には13枚目のシングル『Gravitation』から15枚目のシングル『幻想の輪舞』までが収録されている。
本作は通常盤と初回限定盤の2種類が発売され、初回限定盤にはテレビアニメ『とある魔術の禁書目録』のテーマ曲をすべてリミックスした曲が収録されている。

## 収録曲
| #         | タイトル                               | 作詞             | 作曲                       | 編曲                       | 時間  |
| --------- | -------------------------------------- | ---------------- | -------------------------- | -------------------------- | ----- |
| 1.        | 「アイヲツナイデ-Angel of the wheel-」 |                  | generatiONmaster           |                            | 1:14  |
| 2.        | 「Gravitation」                        | 川田まみ         | 中沢伴行                   | 中沢伴行、尾崎武士         | 4:23  |
| 3.        | 「Brand new,Standing wings」           | 黒崎真音         | 高瀬一矢                   | 高瀬一矢                   | 4:27  |
| 4.        | 「Beginning☆Journey」                  | 黒崎真音         | 佐高陵平                   | 佐高陵平                   | 4:24  |
| 5.        | 「peko peko peach♡」                   | 黒崎真音         | 齋藤真也                   | 齋藤真也                   | 3:36  |
| 6.        | 「décadence -デカダンス-」             | 黒崎真音・akane  | 藤井亮太・奈須野新平       | 藤井亮太・奈須野新平       | 4:44  |
| 7.        | 「A.I.D」                              | 黒崎真音         | 頓宮秀人                   | 頓宮秀人                   | 3:56  |
| 8.        | 「Renka.」                             | 黒崎真音         | 板倉孝徳                   | 宮崎京一                   | 4:49  |
| 9.        | 「Black bird」                         | 黒崎真音         | 宮崎京一                   | 宮崎京一                   | 6:30  |
| 10.       | 「僕だけが世界から消えても」           | 黒崎真音・Yo-Hey | Yo-Hey                     | 飯田涼太・generatiONmaster | 4:17  |
| 11.       | 「幻想の輪舞」                         | 桑島由一         | 藤間仁 （Elements Garden） | 藤間仁 （Elements Garden） | 3:50  |
| 12.       | 「New world order」                    | 黒崎真音         | 中沢伴行                   | 中沢伴行                   | 3:47  |
| 13.       | 「ROAR」                               | 黒崎真音         | 中沢伴行                   | 中沢伴行・尾崎武士         | 4:10  |
| 14.       | 「Beloved One!」                       | 黒崎真音         | 井内舞子                   | 井内舞子                   | 4:52  |
| 合計時間: | 合計時間:                              | 合計時間:        | 合計時間:                  | 合計時間:                  | 58:59 |

| #         | タイトル                           | 作詞      | 作曲      | 編曲      | 時間  |
| --------- | ---------------------------------- | --------- | --------- | --------- | ----- |
| 1.        | 「とある魔術の精霊讃歌 ～DJmix～」 |           |           |           | 25:30 |
| 合計時間: | 合計時間:                          | 合計時間: | 合計時間: | 合計時間: | 25:30 |

## タイアップ
- 独立放送局アニメ『とある魔術の禁書目録III』前期オープニングテーマ (#2)
- アニメ『グリザイア:ファントムトリガー THE ANIMATION』オープニングテーマ (#11)
- パチンコ『CR 東京レイヴンズ』 搭載曲(#12)
- 独立放送局アニメ『とある魔術の禁書目録III』後期オープニングテーマ (#13)